# 大下勝正
大下 勝正（おおした かつまさ、1927年（昭和2年）2月18日 - 2023年（令和5年）12月28日）は、日本の政治家。元東京都町田市長（5期）。

## 概要
大阪府大阪市生まれ。大阪府立北野中学校 (旧制)、大阪高等学校 (旧制)文科を経て、1948年京都大学法学部卒業。
日本社会党入党後、鈴木茂三郎元日本社会党委員長の秘書を経て、社会党中央本部政策審議会に勤務。1970年、町田市長選挙に出馬し、初当選を果たした。以後、1990年まで5期20年にわたり町田市長を務める。町田市長在任中、日本国有鉄道横浜線の原町田駅（当時）および小田急電鉄の新原町田駅（当時）の駅前再開発に着手し、約700メートル離れていた二駅を、国鉄の原町田駅の位置を移転させ、駅名をいずれも町田に統一させた。また福祉政策にも熱心に取り組み、国鉄町田駅を小田急電鉄町田駅寄りに移転させる際、難色を示す国鉄を押し切り、町田市が費用を全額負担する形で車椅子利用者が利用できるエレベーターを設置させた。
一方、大下市長は市職員労働組合の支援を受ける革新首長であったため、町田市職員の給与水準や退職金の高額さが問題視され、自由民主党所属の市議の主導により、町田市職員の給与水準を引き下げる市職員給与条例改正案を町田市議会が可決した際は、この条例の公布を市長が拒否し、公布期限になっても公布しない異例の対応を取った。
1989年（平成元年）には、町田市内の渋滞を抜本的に解消するため地下鉄建設構想を提唱したが、これは具体的な計画に結びつかないまま任期を終えた。
2023年12月28日、老衰のため死去、96歳。

## 著書
- 『一人ひとりの命を 福祉の街づくり・革新町田市政』社会民主党全国連合機関紙宣伝局、1987年、ISBN 978-4-930886-25-5
- 『町田市が変わった 地方自治と福祉』朝日新聞社、1992年、ISBN 978-4-02-256425-2
- 『福祉の見かた取り組みかた 東京・町田市政』社会民主党全国連合機関紙宣伝局、1994年、ISBN 978-4-930886-84-2